# Российская православная автономная церковь
Росси́йская правосла́вная автоно́мная це́рковь (сокращённо РПАЦ; до 1998 года — Российская православная свободная церковь, также используется самоназвание Российская православная церковь; В Московском патриархате, Русской православной церкви заграницей и РПЦЗ(В-В) имеет обозначение «Суздальский раскол») — религиозное объединение русской богослужебной традиции, относимое к неканоническому (альтернативному) православию с центром в городе Суздале; не признана ни одной из Поместных православных церквей и не имеет с ними евхаристического общения.
Начало формироваться в 1990 году, вокруг бывшего клирика Московского патриархата архимандрита Валентина (Русанцова), который был принят в Русскую зарубежную церковь (РПЦЗ) и принялся создавать новые приходы в своём подчинении, получив в 1991 году сан епископа Суздальского, сформировав Суздальскую епархию РПЦЗ. Основу клира составили бывшие священнослужители Московского патриархата. В 1995 годах епископы Валентин (Русанцов), Феодор (Гинеевский), Серафим (Зинченко) и возглавляемые ими духовенство и приходы отделились от РПЦЗ. Суздальская епархия Валентина (Русанцова), не имевшая чётких административных границ, стала основой для данной юрисдикции. Некоторое время являлась довольно внушительной юрисдикцией, и на фоне прочих неканонических образований имела все признаки независимой структуры: количество епархий, функционирующий синод и регулярно собиравшийся архиерейский собор. Двухтысячные годы охарактеризовались ослаблением РПАЦ и сокращением числа приходов и мирян в связи с различными конфликтами и расколами. Тем не менее в этот период РПАЦ характеризовалась Н. В. Шабуровым как самая значительная из альтернативных православных церквей в России. После смерти основателя РПАЦ её c 23 января 2012 года возглавил Феодор (Гинеевский) с титулом «митрополит Суздальский и Владимирский». В 2009 году начался процесс изъятия православных храмов дореволюционной постройки, ранее переданных в пользование данной юрисдикции. Данный процесс завершился в 2019 году, когда таких храмов у РПАЦ не осталось.
По данным сайта relig.moscow, РПАЦ на 2017 год насчитывала: 35 официально зарегистрированных приходов; 30 приходов, действующих как религиозные группы; 20—30 нелегальных («катакомбных») приходов; 10 архиереев, 40 священников, 20 монахинь и приблизительно 5 тысяч мирян. По подсчётам иерея Павла Бочкова, РПЦЗ(А) на 2024 год в составе РПАЦ пребывало не менее 8 «иерархов» и несколько десятков небольших общин по всей стране, в том числе и являющихся историческими катакомбными общинами.

## История

### Формирование

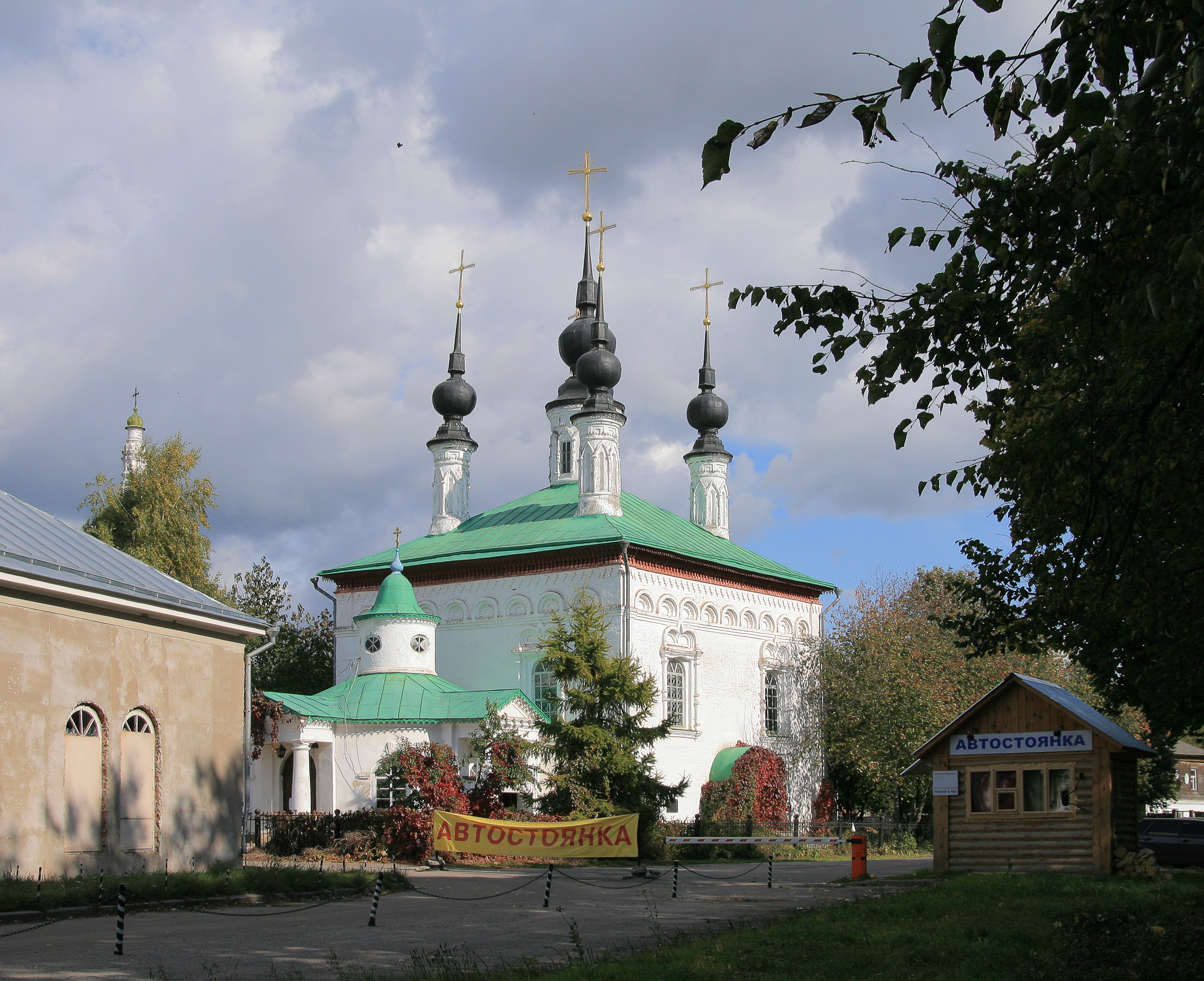
Цареконстантиновская церковь в Суздале

В начале 1990 года клир и приход Цареконстантиновского храма в Суздале во главе с запрещённым в служении архимандритом Валентином (Русанцовым) принял решение о переходе в РПЦЗ. Поступок суздальской общины получил широкий резонанс в церковном и светском обществе. Общину поддержали демократические СМИ, некоторые депутаты Верховного совета РСФСР. Существенную помощь архимандриту Валентину и общине в период, когда они ещё не были официально приняты в РПЦЗ, оказали ленинградская нонконформистская телепрограмма «Пятое колесо», а также московские газета «Московские новости» и журнал «Огонёк». 21 марта того же года Архиерейский синод принял в клир РПЦЗ архимандрита Валентина, клириков и прихожан его прихода. 6 апреля архимандрит Валентин провёл первое богослужение в Цареконстантиновском храме как клирик РПЦЗ. 15 мая 1990 года Архиерейский собор РПЦЗ, несмотря на несогласие ряда архипастырей, священников и мирян, принял «Положение о свободных приходах», которое предполагало начало легального существования приходов РПЦЗ на территории СССР, то есть на территории, входящей в юрисдикцию Московского патриархата. Новая структура стала именоваться «Российской православной свободной церковью». Принятие архимандрита Валентина в юрисдикцию Русской Зарубежной Церкви стало примером для нескольких десятков приходских общин в различных регионах страны. Наиболее активными сторонниками создания легальных канонических структур РПЦЗ в России, альтернативных Московскому Патриархату, в конце 1980-х годов выступили церковные и светские диссиденты, находившиеся в оппозиции советской власти и желавшие скорейшего демонтажа советской системы, в том числе и «советской церкви».
При этом у РПЦЗ уже был в СССР архиерей, епископ Лазарь (Журбенко), который с недоверием относился к власти и скептически смотрел на возможность массового перехода «патриархийного» духовенства в РПЦЗ, в том время как архимандрит Валентин (Русанцов) стремился как можно активнее разоблачать Московскую патриархию и призывать православных переходить в свою юрисдикцию. Вследствие разных подходов к церковному служению РПЦЗ в СССР между епископом Лазарем (Журбенко) и архимандритом Валентином (Русанцовым) возникли серьёзные разногласия. Епископ Лазарь стал избегать поездок в Суздаль. 4 октября 1990 года Архиерейский синод РПЦЗ назначил архимандрита Валентина (Русанцова) Экзархом Российской православной свободной церкви и Управляющим делами при Суздальском епархиальном управлении с правом самостоятельного принятия духовенства и общин из Московского Патриархата. Архиерейский собор Русской православной церкви, прошедший 25-27 октября 1990 года в связи с этим издал обращение «К архипастырям, пастырям и всем верным чадам Русской Православной Церкви», в котором призвал хранить единство Церкви, а к зарубежным иерархам обратился с братской просьбой не создавать новых препятствий для единства Церкви. Эта просьба не была услышана. 10 февраля 1991 года в храме праведного Иова Многострадального в Брюсселе архимандрит Валентин (Русанцов) был хиротонисан во епископа с титулом «Суздальскоий и Владимирский». В том же году Суздальская епархия РПЦЗ была зарегистрирована в Министерстве юстиции Российской Федерации. Данная хиротония ещё сильнее обострила противоречия между Валентином (Русанцовым) и Лазарем (Журбенко). К середине 1991 года молитвенное общение между этими двумя иерархами прекращается. Осознавая невозможность создания нормальных церковно-административных структур в России и стремясь облегчить возможность присоединения к РПЦЗ максимально большего числа клириков Московского патриархата, Архиерейский синод РПЦЗ провозгласил СССР «миссийной территорией», предоставив каждому из архиереев право окормлять приходы в любом регионе страны. Постепенно выявились чёткие принципы, разделявшие РПСЦ на «валентиновскую» и «лазаревскую» части. К епископу Валентину чаще всего переходили легальные приходы (как правило с собственными храмами) из Московского патриархата, а архиепископ Лазарь окормлял общины, остававшиеся на нелегальном или полулегальном положении.
Стремясь урегулировать конфликт между российскими архиереями, руководство РПЦЗ направило в январе 1992 года викария Западно-Европейской епархии епископа Каннского Варнаву (Прокофьева) с поручением организовать постоянно действующее Синодальное подворье РПЦЗ в Москве, которое осуществляло бы власть Архиерейского синода в России. Однако деятельность епископа Варнавы и его секретаря протоиерея Алексея Аверьянова нанесла существенный урон РПЦЗ в России. Участие в акциях националистического общества «Память» настроило демократическую прессу против РПЦЗ; если ранее многие видели в РПЦЗ единственную здоровую альтернативу «красной патриархии», теперь демократическая пресса говорила и писала об РПЦЗ только в негативных тонах. Вмешательство в церковные дела других российских епархий РПЦЗ, принятие запрещённых другими архиереями клириков, фактическое управление приходами, подчинёнными другим епископам РПЦЗ, наконец конфликт с Лазарем и Валентином привели к ещё большему разладу управления приходами РПЦЗ в России, число которых пока ещё продолжало возрастать. К концу 1992 году епископу Валентину подчинялись не менее сотни приходов. Вступив в конфликт с архиепископом Лазарем и епископом Валентином из-за дел о запрещённых клириках РПЦЗ, епископ Варнава добился решения Архиерейского Синода о подчинения себе всех российских епископов, а так как последние этого не признали, он добился их увольнения на покой без права управления епархиями. Так как взамен уволенных архиереев назначить было некого, такой шаг грозил полным параличом церковной жизни, поэтому уволенные архиереи продолжали управлять своими епархиями. В 1993 году наступил спад в деятельности РПЦЗ на территории России и ближнего зарубежья в силу того, что внутренние идейные и личностные конфликты привели российские структуры РПЦЗ в состояние дезорганизации. У симпатизирующих Зарубежной церкви клириков РПЦ остывает стремление к переходу в её юрисдикцию. Часть пришедших из РПЦ разочаровывается в «свободной церкви». Кто-то из-за давления местных властей и Московской патриархии, кто-то из идейных соображений возвращаются в РПЦ, некоторые уходят в «независимые» юрисдикции.

### Размежевание с РПЦЗ
В таких условиях в июле 1993 года, архиепископ Лазарь (Журбенко) заявил об административном отделении от Архиерейского синода РПЦЗ и самостоятельном управлении епархией, ссылаясь на Указ Патриарха Тихона, Священного синода и Высшего церковного совета № 362, на котором основывала своё независимое существование сама РПЦЗ. В ответ Архиерейский синод РПЦЗ лишил архиепископа Лазаря права самостоятельного служения и управления приходами, а также уволил на покой епископа Валентина, отказавшегося приехать на Архиерейский собор 1993 года «по состоянию здоровья», а фактически — в знак протеста против попустительства Архиерейским синодом РПЦЗ действиям епископа Варнавы. Оба уволенных архиерея продолжили управлять оставшимися в их подчинении приходами, считая само увольнение на покой неканоничной мерой. Однако практически все «легальные» приходы архиепископа Лазаря и несколько «валентиновских» признали справедливость решений Архиерейского собора РПЦЗ и перешли в непосредственное управление Первоиерарха РПЦЗ, что носило номинальный характер. В марте 1994 года архиепископ Лазарь (Журбенко) и епископ Валентин (Русанцов), казавшиеся ранее непримиримыми антагонистами, собрались в Суздале и образовали «Временное высшее церковное управление Российской православной свободной церкви» (ВВЦУ РПСЦ). Председателем ВВЦУ был избран архиепископ Лазарь, а епископ Валентин стал его заместителем и фактическим главой новой структуры; архиепископ Лазарь возвёл епископа Валентина в сан архиепископа. Первыми деяниями ВВЦУ было избрание и рукоположение новых епископов: со стороны епископа Валентина — епископов Феодора (Гинеевского) (19 марта 1994) и Серафима (Зинченко) (20 марта 1994), со стороны архиепископа Лазаря — епископа Агафангела (Пашковского) (27 марта 1994). 4-5 апреля 1994 года Архиерейский синод РПЦЗ признал незаконным создание ВВЦУ, запретил в священнослужении архиепископа Лазаря и епископа Валентина, признал недействительными хиротонии новых епископов и все остальные решения ВВЦУ.
Несмотря на отчуждённость ВВЦУ РПСЦ от Архиерейского Синода РПЦЗ, у обеих сторон сохранялись надежды на возможность примирения и искоренение образовавшегося раскола. В итоге в декабре 1994 года представители обеих сторон собрались на Архиерейском соборе РПЦЗ в Леснинском монастыре, где был подписан «Акт о примирении». Согласно «Акту», ВВЦУ упразднялось, его решения признавались не имеющими силы (так Валентин (Русанцов) отказался от сана архиепископа), от епископов Феодора, Серафима и Агафангела потребовали принести архиерейскую присягу Архиерейскому синоду РПЦЗ, и только после этого их согласились признать законными архиереями. Упразднялся статус бывшего СССР как «миссийной территории», вместо чего вводилось разделение на шесть епархий по географическому принципу: Московская, Санкт-Петербургская и Северорусская, Одесская и Южнорусская, Суздальская, Черноморско-Кубанская, Сибирская. Вместо упразднённого ВВЦУ Собор учредил Архиерейское совещание российских преосвященных, подчинённое Архиерейскому синоду РПЦЗ. Приходы в России и других странах бывшего СССР передавались в ведение Архиерейского совещания, вследствие чего упразднялась должность Синодального представителя. Согласно новому административному делению российских епархий, многие приходы, находившиеся в составе Суздальской епархии, должны были перейти в состав других епархий. Собравшиеся в конце января 1995 года на Архиерейском совещании в Суздале представители российского духовенства и мирян РПЦЗ выразили категорическое несогласие с новым делением епархий, так как это влекло за собой необходимость перерегистрации многих приходов, что могло привести к потере регистрации, а следственно и храмов. Вследствие этого Совещание постановило, что окончательное решение вопроса о территориальном делении должно быть принято всеми российскими епископами по истечении необходимого времени. Выражалось несогласие с некоторыми другими пунктами «Акта».
В феврале 1995 года в Архиерейский синод РПЦЗ прибыли новорукоположённые ВВЦУ Феодор (Гинеевский) и Агафангел (Пашковский). Они надеялись, что их утверждение будет формальностью, но им поставили жёсткие условия: признать состоявшееся несколькими днями ранее заочное осуждение и запрещение Синодом РПЦЗ Лазаря и Валентина «до покаяния» за непризнание «Акта о примирении», подписанного в Леснинском монастыре, и остаться на «испытательный срок» в США, и только после этого должно было состояться окончательное признание новорукоположенных архиереев. Такие условия были отвергнуты епископами Феодором и Агафангелом, после чего они вернулись в Россию. 12 марта 1995 года в Суздале состоялось экстренное заседание «Российских Преосвященных» в составе пяти епископов: Лазаря (Журбенко), Валентина (Русанцова), Феодора (Гинеевского), Серафима (Зинченко), Агафангела (Пашковского), которые «ввиду усилившихся незаконных притязаний Архиерейского Синода и Первоиерарха РПЦЗ на присвоение ими Всероссийской Церковной власти и нарушения ими же Св. Канонов Церкви, пренебрежения Постановлениями Всероссийского Собора 1917-18 гг., Указом Св. Патриарха Тихона и заветами Св. Новомучеников и Исповедников Российских», определили «Акт, подписанный на Архиерейском Соборе во Франции в ноябре 1994 г. <…> совершенно денонсированным и утратившим всякое значение», возобновили работу Временного Высшего Церковного Управления. Определение Архиерейского Собора РПЦЗ от 9/22 февраля и «содержащиеся в нём претензии на возглавление всей Российской Церкви Архиерейским Синодом и Первоиерархом РПЦЗ» было квалифицировано как «превышение власти с нарушением Св. Канонов и Положения о РПЦЗ». Запрещения в служении, наложенные на этих епископов было решено «не признавать и не исполнять».

### РПСЦ/РПАЦ во второй половине 1990-х

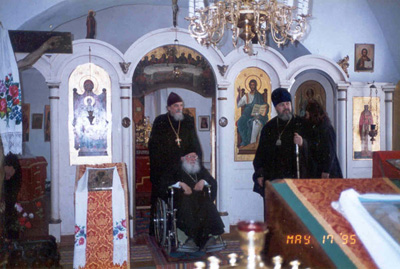
В мае 1995 года Суздаль посетил епископ Григорий (Граббе)

По отделении от РПЦЗ, ВВЦУ сразу же озаботилось пополнением собственной иерархии: 14 марта 1995 года решением ВВЦУ были избраны во епископы: архимандрит Серафим (Новаковский), архимандрит Арсений (Киселёв), архимандрит Александр (Миронов), игумен Виктор (Конторузов). В апреле 1995 года Александр (Миронов) был рукоположён в сан епископа Казанского и Марийского, а Арсений (Киселёв) — во епископа Тульского и Брянского. В то же время от ВВЦУ отделяются архиепископ Лазарь (Журбенко) и епископ Агафангел (Пашковский), которые принесли покаяние и вернулись в РПЦЗ. Агафангел (Пашковский) в итоге принял выставленные ему условия и прожил некоторое время в США. 8 мая 1995 года решением ВВЦУ РПСЦ архиепископ Лазарь (Жубенко) в связи с возвращением в РПЦЗ был освобождён от должности председателя ВВЦУ РПСЦ. Вместо него председателем был избран архиепископ Суздальский и Владимирский Валентин (Русанцов). Заместителем председателя был избран епископ Борисовский Феодор (Гинеевский). Секретарём ВВЦУ был избран протоиерей Андрей Осетров.
Не встретив со стороны митрополита Виталия (Устинова) и членов Архиерейского синода РПЦЗ понимания своим устремлениям поддержать российских архиереев и духовенство, создавшее ВВЦУ престарелый епископ Григорий (Граббе), которой с самого начала был сторонником открытия приходов РПЦЗ в России, с 16 по 24 мая 1995 года совершил поездку в Суздаль, где участвовал в богослужениях, заседаниях Архиерейского синода РПСЦ, оказав этим визитом неоценимую поддержку епископу Валентину и поддержавшему его духовенству уже бывшей Суздальско-Владимирской епархии РПЦЗ. Интервью, данное епископом Григорием после совершения литургии в Кресто-Никольском храме Суздаля 22 мая 1995 года, было опубликовано в печатном органе РПСЦ «Суздальские епархиальные ведомости» и в ряде светских СМИ. Благодаря поддержке, оказанной епископом Григорием, РПСЦ смогла в то время сохранить большую часть своих приходов. 21 июня 1995 года игумен Виктор (Контузоров), ранее принятый в РПСЦ из Латвийской православной церкви был рукоположён в сан епископа Даугавпилсского, после чего возглавляемые им приходы фактически стали епархией РПСЦ. В 1996 году церковь стала именоваться Латвийской свободной православной церковью.
22 июня 1995 года ВВЦУ постановил: «Ввиду того, что на протяжении ряда лет к голосу Российских Преосвященных, духовенства и мирян РПСЦ Архиерейский Синод РПЦЗ совершенно не прислушивался, впредь все постановления Архиерейского Синода РПЦЗ не признавать и не исполнять. О данном решении ВВЦУ информировать все приходы РПСЦ». В том же году ВВЦУ распорядилось прекратить поминовение в подчинённых ему храмах первоиерарха РПЦЗ митрополита Виталия (Устинова). В январе 1996 года ВВЦУ было переименовано в Архиерейский Синод. 10 сентября 1996 года Архиерейский Синод РПЦЗ принял единоличное решение о лишении сана епископа Валентина (Русанцова), что окончательно закрепило разделение.
Вскоре в РПСЦ возникло первое разделение. 3 июня 1996 года епископ Арсений (Киселёв), ссылаясь на указ патриарха Тихона и Высшего церковного управления № 362, покинул РПСЦ и обратился с просьбой принять его в Архиерейский Синод РПЦЗ на тех же условиях, на которых ранее было признано рукоположение епископа Агафангела (Пашковского). Рассмотрев дело епископа Арсения, Архиерейский синод РПЦЗ предложил ему более жёсткие условия: пребывание в течение трёх лет на покаянии в отдалённом монастыре в Австралии; только в этом случае ему была обещана возможность последующего назначения на одну из зарубежных кафедр. Епископ Арсений (Киселёв) отверг эти условия, ссылаясь на невозможность длительного расставания со своей паствой. По возвращении в Россию, он собрал съезд своей епархии, который принял решение о переходе на самоуправление, ссылаясь при этом как ранее и в РПСЦ на указ Патриарха Тихона и Высшего церковного управления при нём за № 362. Вскоре к нему примкнул ещё один архиерей РПСЦ — епископ Казанский и Марийский Александр. 9 ноября 1997 года ими было провозглашено образование «Временного высшего церковного управления Православной российской церкви» (ВЦУ ПРЦ). Реагируя на это, Синод РПСЦ в 1997 году лишил обоих епископов сана.
В 1997 году в юрисдикцию РПСЦ перешёл архимандрит Петр (Кучер) вместе с общиной бывших насельниц Задонского Преображенского монастыря. Он предпринял попытку организовать монастырь «в лоне Суздальской епархии» в селе Омутском под Суздалем, однако спустя месяц с покаянием вернулся в Московский патриархат. В 1998 году в РПСЦ из РПЦЗ был принят приход Архистратига Михаила в городе Гилфорд, Великобритания, возглавляемый известным публицистом Владимиром Моссом. Таким образом, в РПСЦ начали создавать свои структуры на территории зарубежных епархий РПЦЗ. В связи с принятием закона «О свободе совести и о религиозных объединениях» Российская православная свободная церковь прошла перерегистрацию в октябре 1998 года, получил новое официальное название — «Российская православная автономная церковь» (РПАЦ). По словам клирика РПАЦ Михаила Ардова, «„автономная“, это нам вмазали в министерстве юстиции», в связи с тем, что название «Российская православная церковь» было закреплено за Московским патриархатом. В сентябре 1999 года в РПАЦ из РПЦЗ перешёл приход преподобномученицы Великой Княгини Елизаветы Фёдоровны в Санкт-Петербурге, фактическим лидером которого был известный богослов и патролог Василий Лурье, вскоре рукоположённый в сан священника и принявший монашество с именем Григорий. Тогда же сформировался ещё один приход РПАЦ в Санкт-Петербурге, основу которого составили члены «Санкт-Петербургского центра духовного просвещения». Эти приходы объединили прихожан из отдалённых мест Ленинградской области и некоторых других городов России, где постепенно формировались новые общины. 24 мая 1999 года во епископа Яранского и Вятского был хиротонисан Антоний (Аристов), который в дальнейшем окормлял катакомбные общины Вятского региона и среднего Поволжья.

### РПАЦ в 2000-е годы

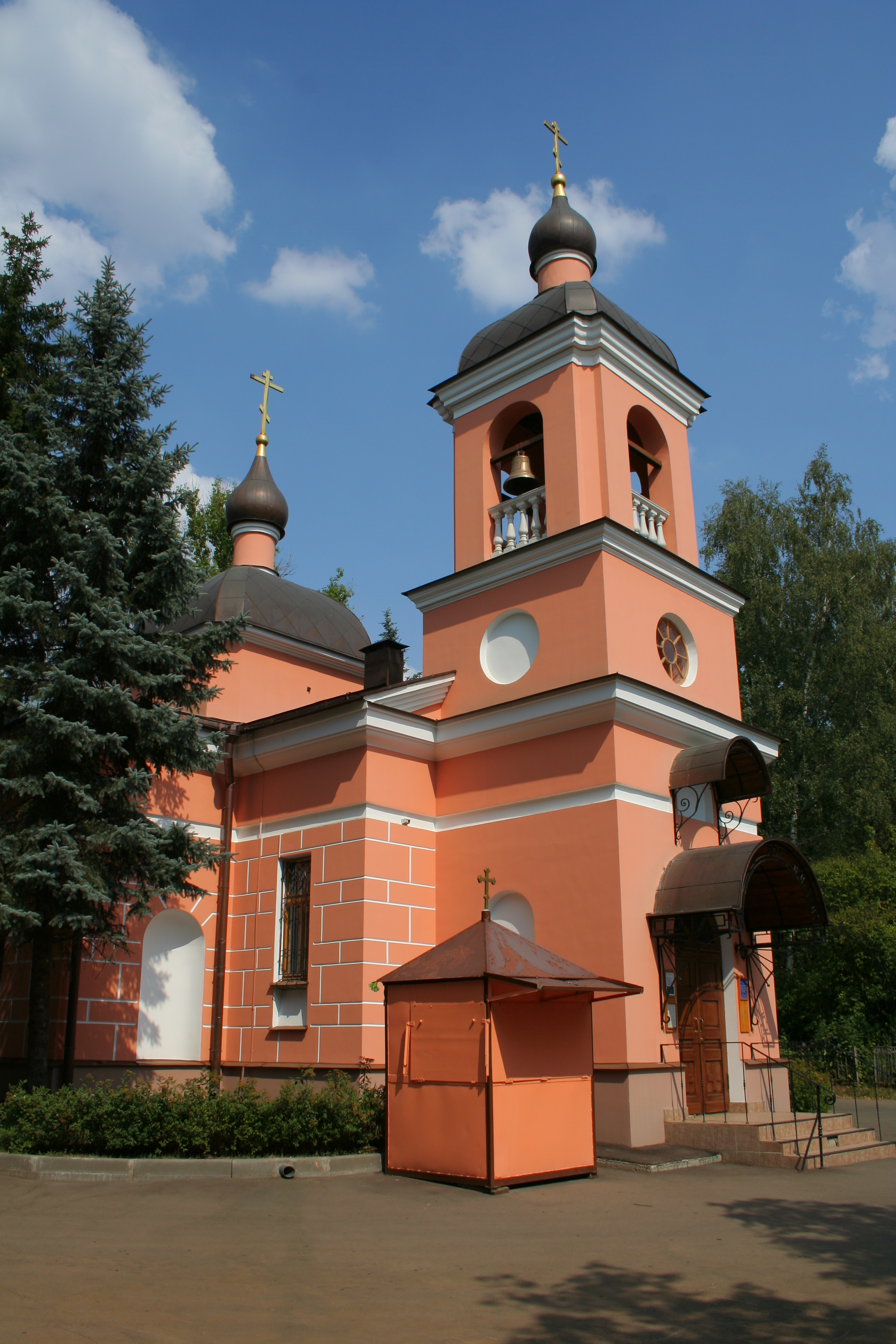
Храм Царя-Мученика Николая и всех Новомученников и Исповедников Российских на Головинском кладбище в Москве, где настоятельствует Михаил Ардов

Всего РПАЦ на начало 2000-х начитывала приблизительно 60 зарегистрированных приходов и более ста «катакомбных». Их окормляли 9 епископов и около 50 священников. Как отмечал Григорий (Лурье) «РПАЦ образца 2000 года представляла собой одну Суздальскую епархию, компактную внутри Суздальского района Владимирской области и крайне диффузную на просторах СНГ и дальнего зарубежья. Несмотря на наличие у некоторых из тогдашних архиереев титулов епархиальных, центр фактической епархиальной власти оставался один — в Суздале». Среди известных людей, принадлежавших в тот период к РПАЦ, были: публицист и мемуарист, настоятель храма РПАЦ на Головинском кладбище протоиерей Михаил Ардов; патролог, историк, публицист иеромонах Григорий (Лурье); историк, востоковед и публицист Алексей Муравьёв; публицист и общественный деятель Егор Холмогоров. Все они активно публиковались в прессе и в интернете, ратуя за РПАЦ. РПАЦ также пользовалась поддержкой политтехнолога Глеба Павловского. Для упрочения собственного положения РПАЦ начинают канонизировать святых. 22—23 ноября 2000 года в рамках торжеств, приуроченных к VIII съезду духовенства, монашествующих и мирян Суздальской епархии РПАЦ, состоялось прославление «преподобных жён Дивеевских» — подвижниц, подвизавшихся в Серафимо-Дивеевском женском монастыре при жизни преподобного Серафима Саровского и в XIX — начале XX века. 30 апреля — 1 мая 2001 года в Цареконстантиновском кафедральном соборе прошли торжества по случаю прославления Российской православной автономной церковью в лике святых митрополита Нью-Йоркского и Восточно-Американского, третьего первоиерарха РПЦЗ Филарета (Вознесенского). В 2001 году при Суздальском епархиальном управлении были основаны Богословско-пастырские курсы для подготовки священнослужителей.
РПАЦ продолжала пополнять собственный епископат. 26 ноября 2000 года иеромонах Амвросий (Епифанов) был рукоположён в сан епископа Хабаровского, викария Суздальской епархии. 6 февраля 2001 года в сан епископа Суходольского был рукоположён Геронтий (Рынденко). 15 марта 2001 года решением Архиерейского Синода РПАЦ архиепископу Валентину (Русанцову) присвоен титул митрополита с правом ношения двух панагий. 10 апреля 2001 года митрополит Валентин (Русанцов) принял в РПАЦ приход святителя Василия Рязанского в Рязани (с храмом Богоявления XVII века), православное Братство святого Апостола Иакова, брата Господня по плоти (Москва) и Православное Братство Царевича-Мученика Алексия (Москва). В числе перешедших был журналист и публицист Александр Солдатов. 26-27 июля 2001 года Дионисий Макгауэн был рукоположён в сан диакона и священника, став первым клириком РПАЦ в США. 25 августа того же года в РПАЦ из Каллиникисткого синода был принят архимандрит Григорий (Абу-Ассаль) с небольшой монашеской общиной. 2 декабря 2001 года он был рукоположён в сан епископа Денверского, викария Суздальской епархии. В декабре 2001 в РПАЦ был принят проживавший в США епископ Антоний (Граббе), получивший сан в одной из греческих старостильных юрисдикций и принятый как епископ на покое и протоиерей Владимир Шишков перешедший из РПЦЗ. 18 ноября 2002 года в составе РПАЦ была учреждена самостоятельная Денверско-Колорадская архиерейская кафедра, включавшая в себя все приходы Северной и Южной Америк, а епископ Григорий был назначен её правящим архиереем. 17 июля 2003 года настоятель приходов РПАЦ в Челябинске и Челябинской области архимандрит Севастинан (Жатков) был рукоположён в сан епископа Челябинского, викария Суздальской епархии. 24 ноября 2003 года Иринарх (Нончин) был хиротонисан во епископа Тульского и Брянского.
Во второй половине 2001 — начале 2002 года РПАЦ потряс мощный кризис: 5 клириков РПАЦ во главе с бывшим секретарём Архиерейского синода протоиереем Андреем Осетровым обвинили Валентина (Русанцова) в растлении малолетних. Эта группа священнослужителей передала свои обвинения в прокуратуру, было заведено уголовное дело. Андрей Осетров разослал архиереям РПАЦ перед началом работы синода телеграммы с извещением о том, что митрополит Валентин арестован и будет осуждён. Клирики, поддержавшие Осетрова, решением церковного суда 31 мая 2001 года были лишены сана. 28 июня 2001 года областная владимирская газета «Призыв» опубликовала статью «Святые изгои», в которой обвиняла Валентина в растлении малолетних. В общей сложности эта газета опубликовала не менее десятка статей, обвиняющих Первоиерарха РПАЦ. В РПАЦ назвали эти статьи заказными. Лишённые сана клирики несколько раз организовывали уличные беспорядки против митрополита Валентина и клириков РПАЦ. Валентин (Русанцов) и руководство РПАЦ категорически отвергали все обвинения, которые объявлялись происками сторонников Московского Патриархата. В августе-сентябре 2001 года проводились допросы и иные активные следственные действия. Представители прокуратуры в ходе следствия заявили, что здание Ризоположенского монастыря, в котором размещалось Суздальское епархиальное управление, передано незаконно и должно быть возвращено в муниципальную собственность. Несмотря на то что в сентябре 2001 года с Валентина (Русанцова) была взята подписка о невыезде, 13-30 октября он побывал в США, где посетил несколько приходов, перешедших в РПАЦ из РПЦЗ. 2 мая 2002 года священник Андрей Осетров, главный обвинитель Валентина (Русанцова), перешёл в Московский Патриархат. 23 августа 2002 года Валентин (Русанцов) был приговорён к 4 годам и 3 месяцам лишения свободы условно, признан виновным в совершении преступления «против половой неприкосновенности личности». 2 мая 2002 года Александр Солдатов создал и возглавил сайт Портал-Credo.ru, оказывавший значительную информационную поддержку РПАЦ.
В середине 2000-х в РПАЦ начались внутренние нестроения, которые приводили к уходу из неё людей. РПАЦ покинули публицисты Владимир Мосс, присоединившийся к хризостомовскому синоду (вместе с ним из РПАЦ ушёл и приход в Гилфорде), Кирилл Фролов и Егор Холмогоров, перешедшие в Московский Патриархат, а также Алексей Муравьёв, перешедший в Русскую православную старообрядческую церковь. 4 февраля 2004 года Серпуховская община РПАЦ во главе с иереем Романом Павловым и часть прихожан храма новомучеников и исповедников Российских на Головинском кладбище в Москве во главе с протоиереем Михаилом Макеевым, а также Православное братство святого апостола Иакова Праведного вышли из состава РПАЦ и перешли под омофор митрополита Епифания (Панайоту) из старостильной Истинно-православной церкви Кипра. Выход из состава РПАЦ одних из наиболее активных и известных её священнослужителей был обусловлен недовольством нравственным обликом митрополита Валентина (Русанцова). Вместе с тем, случаи перехода в РПАЦ тажке были. В июне 2004 года митрополит Валентин (Русанцов), посетивший США, принял в РПАЦ протопресвитера Виктора Мелехова, главу Православной миссии на Гаити архимандрита Михаила (Грейвса), протоиерея Спиридона Шнейдера, священников Михаила Марциновского и Христофора Джонсона. Вместе с ними к РПАЦ присоединились несколько общин с храмами. Все вновь присоединившиеся клирики находятся под омофором Первоиерарха Российской Церкви непосредственно. Уже в июле 2004 года архиепископ Денверский Григорий (Абу-Ассаль), претендовавший на возглавление всех зарубежных приходов в РПАЦ, был исключён из клира РПАЦ. Оказавшись в одиночестве, он провозгласил образование «Российской Православной Автономной Церкви в Америке», в которую вошли пошедшие за ним приходы. Одной из проблемных тем для РПАЦ в 2000-е было имяславие, главным сторонником которого в РПАЦ был иеромонах Григорий (Лурье). Также сторонниками имяславских взглядов были игумен Феофан (Арескин), Александр Солдатов, Татьяна Сенина (инокиня Марфа), Ольга Митренина. В то же время многие миряне и клирики РПАЦ резко осуждали имяславие; их поддержал митрополит Валентин (Руснацов). 20 июля 2005 года игумен Григорий (Лурье) был запрещён в служении, а 5 сентября того же года лишён сана за проповедь имяславия, законность чего не признал и продолжал совершать богослужения. 26 сентября 2005 года после чреды судебных разбирательств Федеральный арбитражный суд вынес решение о передаче Ольгинского храма в Железноводске в ведение Ставропольской епархии Московского патриархата.
В том же году наметился конфликт между митрополитом Валентином (Русанцовым) и викарием Суздальской епархии епископом Севастианом (Жатковым), который привёл к тому, что последний в 2006 году самочинно наделил себя титулом архиепископа и правом ношения бриллиантового креста на клобуке. Во время беседы с первоиерархом РПАЦ епископ Севастиан категорически отказался снять крест с клобука и вернуться к своему прежнему титулу. Помимо указанных действий Севастиан отказывался исполнять некоторые кадровые распоряжения, сделанные управляющим епархией митрополитом Суздальским Валентином (Русанцовым), что способствовало обострению конфликта. В ноябре 2006 года епископ Севастиан принял в общение игумена Григория (Лурье). В том же 2006 году епископ Севастиан формально отделился от РПАЦ, заявив об образовании «Временного Церковного Совета Российской Православной Автономной Церкви». Своё решение он мотивировал отсутствием духа соборности в РПАЦ и узурпацией высшей церковной власти митрополитом Валентином (Русанцовым). Реагируя на поведение епископа Челябинского Севастиана, Архиерейский Синод РПАЦ в феврале 2007 года запретил его в священнослужении и отлучил от причастия сроком на один год. 11 — 13 мая 2007 года в Бежецке (Тверская область) был создан альтернативный центр — «Временный церковный совет» (ВЦС РПАЦ) при епископе Челябинском Севастиане (Жаткове), который объединил несколько приходов, вышедших из подчинения синода РПАЦ. ВЦС РПАЦ возглавил настоятель храма святой преподобномученицы Елисаветы в Санкт-Петербурге игумен Григорий (Лурье). Его заместителем был избран Борис Редькин, управляющим делами совета стал журналист и главный редактор портала Credo.Ru Александр Солдатов, а секретарём Ольга Митренина (монахиня Ксения). Синод РПАЦ не признал этого органа. 8—11 февраля 2008 года в Суздале прошёл первый в истории этой церковной юрисдикции Архиерейский собор, во время которого Иаков (Антонов) был рукоположён в сан епископа Суходольского, викария Суздальской епархии. Собор не смог примирить враждующие стороны. 5 ноября 2008 года в РПАЦ произошёл окончательный раскол, в результате которого Севастиан (Жатков) и пребывавший на покое бывший епископ Хабаровский Амвросий (Епифанов) объявили о создании внутри РПАЦ нового органа — «Архиерейского совещания Российской православной автономной церкви». На следующий день Севастиан и Амвросий рукоположили Григория (Лурье) в сан епископа Петроградского и Гдовского, после чего Лурье вошёл в состав Архиерейского совещания и был избран его председателем.

### Изъятие храмов и мощей

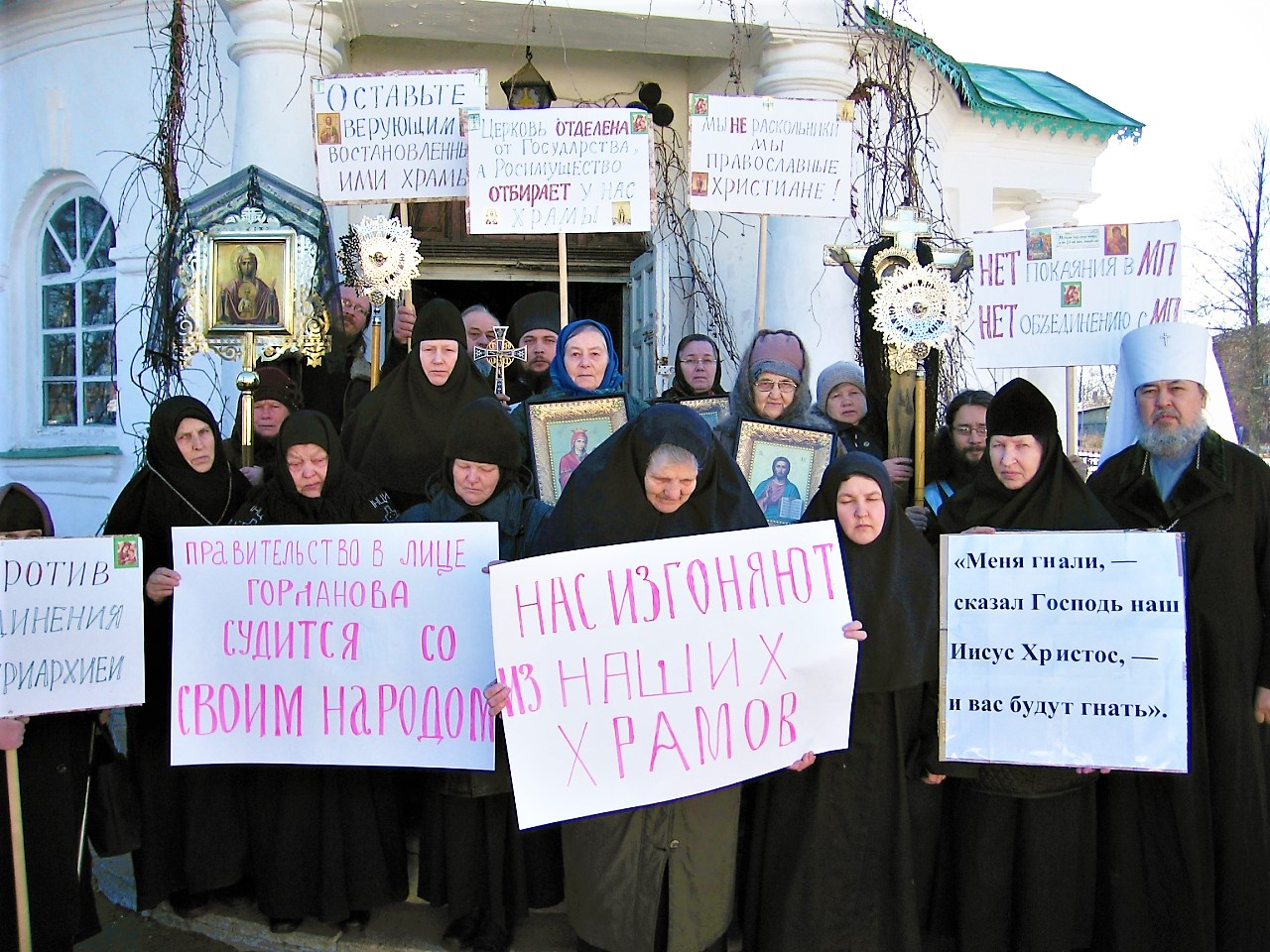
Стихийный митинг монахинь РПАЦ в апреле 2009 года

Осенью 2006 года начался процесс в Арбитражном суде Владимирской области: территориальное управление Росимущества требовало изъять из пользования у РПАЦ 13 суздальских храмов. По словам руководителя территориального управления Росимущества по Владимирской области Владимира Горланова, «у Русской Православной автономной церкви отсутствуют правовые основания для использования этих храмов. У них было практически порядка 15 лет для оформления законных отношений, они этого не оформили. <…> Второе — часть храмов используется ненадлежащим образом. Был акт проверки 2006 года, который установил, что часть храмов, скажем так, используется с нарушением действующего порядка, не производятся работы, храм разрушается». 5 февраля 2009 года Арбитражный суд Владимирской области по иску Росимущества принял решение об изъятии у РПАЦ 13 храмов в связи с отсутствием договора на их использование. В актах обследования церквей, предъявленных суду Госимуществом, были «отмечены нарушения в эксплуатации культовых зданий». В РПАЦ с аргументацией ведомства были не согласились, указывая, что её глава митрополит Валентин получил звание почётного гражданина Суздаля именно за большой вклад в восстановление культовых зданий. Кроме того, в Церкви ссылались на договоры с Госцентром по учёту, использованию и реставрации памятников истории и культуры Владимирской области, которые дают им право распоряжаться всеми 13 культовыми сооружениями. Представители РПАЦ заявили, что не намерены отдавать храмы при любом развитии событий. В апреле, не дожидаясь решения апелляционного суда, группа прихожанок суздальских храмов написала письмо президенту Дмитрию Медведеву, жалуясь на то, что верующих выгоняют из отреставрированных ими храмов. Заявительницам пришел ответ из администрации президента, где сообщалось, что в полпредство президента в Центральном федеральном округе направлено поручение разобраться в сложившейся ситуации. 12 августа 2009 года Суздальское епархиальное управление РПАЦ посетили судебные исполнители управления Федеральной службы судебных приставов (ФССП) по Владимирской области и сообщили о возбуждении исполнительного производства в отношении Суздальской епархии РПАЦ в пользу владимирского управления Росимущества и предъявили выписанные владимирским арбитражным судом исполнительные листы. 17 и 19 августа 2009 года Владимирский арбитражный суд рассмотрел иски Российской православной автономной церкви к Владимирскому территориальному управлению Росимущества по признанию права собственности в связи с наступлением срока приобретательной давности на пять храмов. Суд принял решение в иске отказать.
11 сентября управление ФССП по Владимирской области завершило исполнительное производство по решениям Арбитражного суда Владимирской области об освобождении 10 храмов города Суздаля от занимающих их общин РПАЦ: официально храмы полностью освобождены от прежних владельцев; по окончании богослужения в очищенном от движимого имущества Цареконстантиновском храме официальный представитель владимирского теруправления Росимущества заявила о вступлении ведомства в управление зданием. К октябрю у РПАЦ было изъято в пользу государства 14 церквей в Суздале, ещё по шести, расположенным в окрестностях города, шли разбирательства. Здания, возведённые в XV—XIX веках, возвращены, по словам представителей истца, в плохом состоянии. В октябре 2009 года корреспонденты Третьего канала обнаружили в освобождённых храмах ободранные стены храмов, выщербленные полузамазанные старинные фрески, варварски выломанные иконостасы, обрубленные провода, выдранные из церковных стен розетки, отпиленные батареи и газовые котлы. Представитель Росимущества заявил, что здания стали разрушаться несмотря на то, что на реставрацию перечислялись крупные суммы из-за рубежа. В РПАЦ объясняли плохое состояние храмов тем, что в начале 1990-х годов РПАЦ (тогда Суздальская епархия РПЦЗ) их получила в состоянии руин. По словам представителя Суздальской епархии РПАЦ, «нарушение конструкций стен» при разборе отопления равны тем же «нарушениям» при установке этого отопления; насечки на росписи храма Иоанна Предтечи нанесены в советский период. Новые росписи Успенского храма сделаны в соответствии с чудом сохранившимися небольшими остатками росписи начала XX века. Все реставрационные работы проводились РПАЦ под контролем Госцентра по охране, учёту и реставрации памятников истории и культуры Владимирской области, специалисты которого при последней проверке храмов в 2006 году нашли их состояние хорошим, за исключением небольших недостатков по устройству отмостки и т. п. В конце ноября 2009 года Росимущество направило в ОВД Суздаля письмо с просьбой возбудить уголовное дело против РПАЦ и её руководителя. В документе говорится о «нарушении конструкций стен» в связи с разбором отопительной системы в некоторых храмах, об «уничтожении древних фресок» и нанесении новых, не соответствующих исторической росписи и о нанесении насечек на фрески храма Иоанна Предтечи. 4 декабря 2009 года РПАЦ был подан иск в Европейский суд по правам человека.
В декабре 2009 года три храма в Суздале, изъятые у РПАЦ, Кресто-Никольский, Лазаревский и Антипьевский, были переданы Русской православной церкви. 7 января 2010 года в Суздале вместо изъятых храмов освящён новый временный храм Царя Константина, под который была переделана мансарда двухэтажного епархиального дома на улице Васильевской в центре Суздаля. 16 февраля 2010 года Владимирский арбитражный суд удовлетворил три иска департамента имущественных и земельных отношений (ДИЗО) администрации Владимирской области к общинам РПАЦ; согласно решению суда, РПАЦ должна освободить и передать ДИЗО храмы преподобного Ефрема Сирина в селе Омутском, Георгия Победоносца в селе Крапивье и Архистратига Михаила в селе Ивановском Суздальского района Владимирской области. 24 февраля 2010 года этот же суд вынес решение об изъятии у РПАЦ храма благоверного князя Александра Невского в селе Весь, 9 июня — храмов святителя Василия Великого в селе Борисовском и Иоанна Предтечи в селе Павловском Суздальского района. В октябре 2010 года трое (Андрей Чесноков, Андрей Смирнов, Аркадий Маковецкий) из 11 священников, которыми РПАЦ располагала в Суздале и районе, перешли в Московский патриархат.
4 февраля 2011 года в Суздале состоялся Архиерейский собор РПАЦ, на котором было принято решение о рукоположении двух архиереев. Клирик Иверского синодального храма РПАЦ архимандрит Трофим (Тарасов) был избран епископом Симбирским, викарием Суздальской епархии, а настоятель Свято-Иоанно-Предтеченского храма Армавира архимандрит Марк (Рассоха) избран епископом Армавирским и Черноморским. 5 февраля 2011 года состоялась «архиерейская» хиротония «архимандрита» Трофима (Тарасова). 10 февраля 2011 года состоялась «архиерейская» хиротония «архимандрита» Марка (Рассохи), который вопреки определению стал лишь викарием Северо-Кавказской епархии с титулом «епископа Армавирского». В июне 2011 года единственный приход РПАЦ в Аргентине, возглавляемый иереем Силуаном Диньяком, перешёл в РИПЦ.
16 января 2012 года скончался первоиерарх РПАЦ Валентин (Русанцов). Изъятие храмов в Суздале и Суздальском районе, уход священников и мирян и смерть Валентина (Русанцова) ослабили позиции РПАЦ. Епископ Григорий (Лурье) отмечал в начале 2012 года, что в Суздале осталось только 3 храма: «небольшой храм в „спальном районе“ города и две домовых церкви в центре — это всё, что не было государственной собственностью <…> Ещё несколько лет назад их вместительности не хватало бы на воскресные службы, но теперь хватает <…> В деревнях Суздальского района картина была похожей, за одним исключением села Весь. <…> В остальных деревнях приходы либо развалились (в основном, пожилые прихожане перестали вообще ходить в церковь, а кое-кто стал ездить в Суздаль), либо, как в самом большом деревенском приходе села Борисовское, проявили безразличие к юрисдикции и перешли в РПЦ МП вслед за своим настоятелем.».
16 февраля 2012 года глава территориального управления Росимущества по Владимирской области Владимир Горланов направил в Арбитражный суд Владимирской области (АСВО) иск, в котором утверждал, что мощи преподобных Евфимия Суздальского и Евфросинии Суздальской «являются собственностью Российской Федерации и относятся к культурным объектам». 31 мая 2012 года суд принял решение о передаче мощей преподобных Евфимия и Евфросинии Суздальских Росимуществу, за невыполнение решения и отказ передавать мощи РПАЦ были назначены штрафы. 24 января 2013 года Федеральный арбитражный суд Волго-Вятского округа отменил предыдущие решения об изъятии мощей, оставив их во владении церкви. Однако 30 августа 2013 года судебные приставы во время богослужения проникли в Иверский синодальный храм и пытались изъять мощи преподобных Евфимия и Евфросинии. Росимуществу пришлось повторно доказывать свои права на мощи в судах общей юрисдикции, которые также признали их принадлежащими государству. 3 июля 2014 года Конституционный суд РФ отказал в удовлетворении жалобы предстоятеля РПАЦ митрополита Феодора (Гинеевского) на решение об изъятии у церкви мощей Евфимия и Евфросинии Суздальских. Решение по жалобе было опубликовано 16 июля. 25 марта 2015 года сотрудники Федеральной службы судебных приставов произвели принудительные исполнительные действия по изъятию мощей у Российской православной автономной церкви из Иверского храма в Суздале. Прихожане и священники РПАЦ попытались помешать выносу рак с мощами, но после небольшого столкновения приставам удалось их изъять. В середине апреля 2015 года мощи Евфросинии были помещены в специальную раку и поставлены в Ризоположенском соборе в Ризоположенском монастыре Русской православной церкви в Суздале. Мощи Евфимия тогда же были помещены в Вознесенский собор суздальского Александровского монастыря. 10 октября 2015 года мощи Евфимия были возвращены в Спасо-Преображенский собор Спасо-Евфимиева монастыря. 3 июля 2015 года в Ризоположенском монастыре состоялась передача рак и облачений с мощей преподобных Евфимия и Евфросинии Суздальских от Территориального управления Федерального агентства РФ по управлению государственным имуществом митрополиту Феодору (Гинеевскому).
В 2009 году клирик РПАЦ Сергей Сибирин («иеросхимонах Серафим») был задержан за хранение наркотиков, но тогда он заявил, что героин был подброшен ему Юрием Соболевым, который ему таким образом отомстил за то, что родители Соболева принудили его жить с Сибириным, а сам Соболев три года жил на цепи у родителей, которые в свою очередь заставляли Юрия принять христианство. В мае 2010 года Сибирин был приговорён судом к шести годам колонии строгого режима. В августе 2012 года благодаря инвалидности и примерному поведению Сибирин вышел на свободу по условно-досрочному освобождению. 27 июня 2013 года Сормовский районный суд Нижнего Новгорода признал Сергея Сибирина виновным в хранении более 2 граммов героина и приговорил его к двум годам лишения свободы.
16 августа 2013 года активисты общественного движения «Народный собор» при участии депутата Законодательного собрания Санкт-Петербурга Виталия Милонова и его помощника Александра Мохнаткина провели акцию по демонтажу рекламных щитов РПАЦ, приглашавших поклониться частице мощей святителя Николая Чудотворца. По данным организаторов акции, «с приходивших по указанному адресу верующих мошенники требовали выплатить 3000 рублей в качестве пожертвования». Однако, представитель РПАЦ предоставил СМИ и Санкт-Петербургской митрополии РПЦ документы с историей происхождения частицы мощей святителя Николая Чудотворца в часовне при Центре православного просвещения. По заявлению настоятеля, пожертвования в часовне принимались только за совершения треб.
10 июня 2014 года у РПАЦ изъят последний находившийся в её пользовании исторический храм в Суздале — храм Бориса и Глеба — памятник конца XVII — начала XVIII веков. Решение об изъятии было принято «в административном порядке» (без судебного процесса). При этом в здании остались принадлежащие РПАЦ богослужебные книги и церковная утварь. В 2015 году управляющий Владимирской епархией митрополит Евлогий (Смирнов) констатировал: «За последнее время очень много вернулось в лоно православной церкви. Раскол остался, но он уже не велик». 12 апреля 2016 года был изъят храм святого Георгия Победоносца в селе Крапивье Суздальского района, последний исторический храм, остававшийся в пользовании РПАЦ на территории Владимирской области.
В феврале 2014 года к РПАЦ присоединился приход в честь святителей Николая Чудотворца и Патрикия Ирландского в Италии. В 2016 году в городе Брондерслеве, на севере Ютландии в доме многолетней прихожанки РПАЦ Марины Нильсен был устроен домовый храм во имя святого царя-мученика Николая. Первую литургию 29 мая совершил игумен Аркадий (Илюшин), клирик храма Новомучеников и Исповедников Российских на Головинском кладбище в Москве. 6 августа 2016 года общины храма святого Георгия в городе Чачаке (Сербия) и домового храма Успения Пресвятой Богородицы в селе Буковица (Босния и Герцеговина) присоединились к Российской православной автономной церкви (РПАЦ) под омофор управляющего её зарубежными приходами архиепископа Андрея (Маклакова).

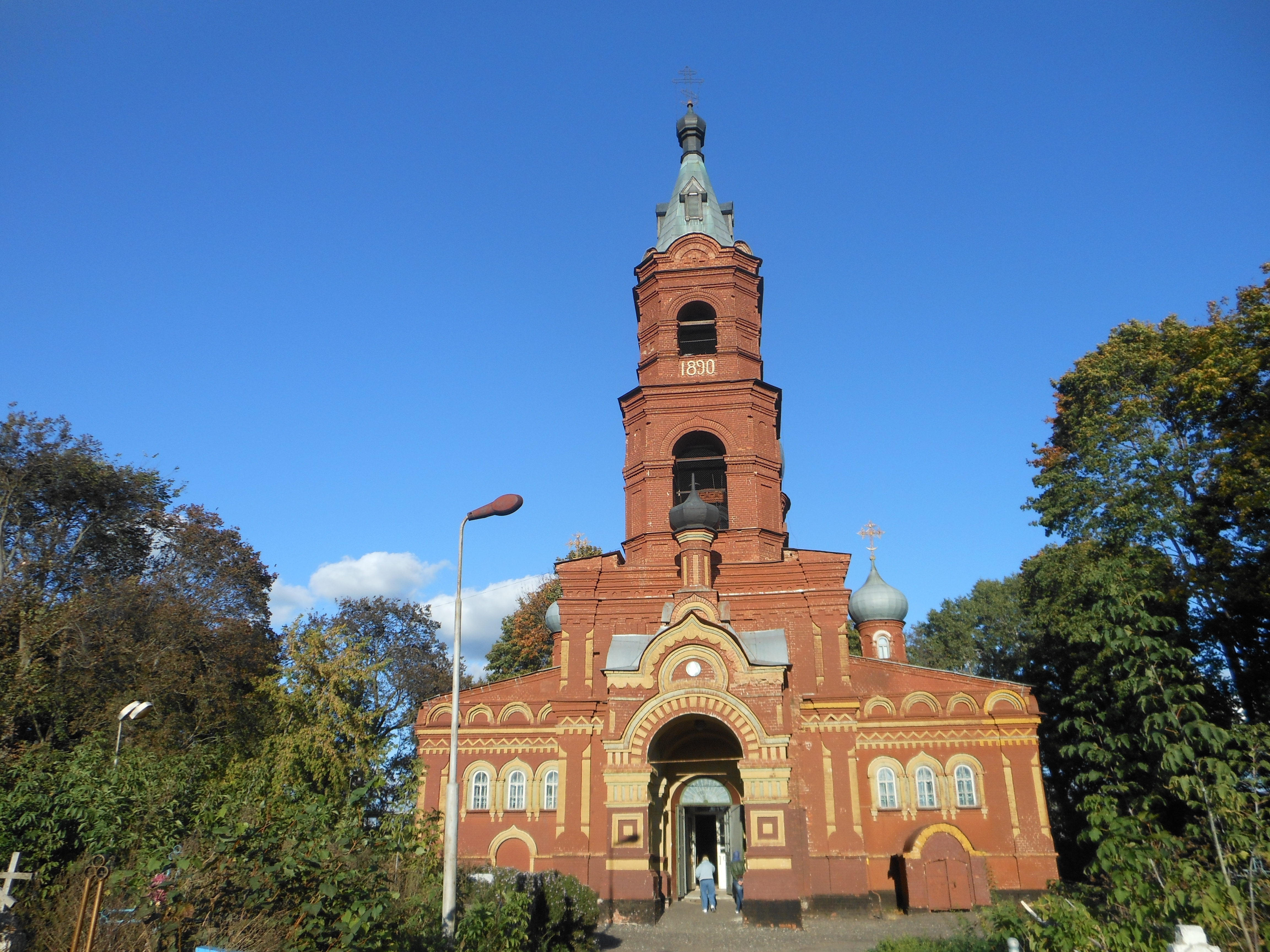
Ильинский храм в Трубчевске. Последний из принадлежавших РПАЦ исторических храмов

6 сентября 2016 года в Синодальном доме РПАЦ сотрудники ФСБ проводили обыски: изъята компьютерная техника, первоиерарх РПАЦ митрополит Феодор и епископ Тульский и Брянский Иринарх (Нончин) были доставлены в местный отдел ФСБ. В комментарии управляющий зарубежными приходами РПАЦ архиепископ Андрей (Маклаков) заявил: «Сначала нам было предложено добровольное слияние с РПЦ МП, на которое мы и все наши прихожане категорически не пойдём, а затем, в случае отказа, поэтапное уничтожение нашей Церкви. Первый этап ими уже осуществлён — у нас отобраны храмы и мощи святых, далее у нас изымут иконы, отберут оставшиеся храмы, объявят РПАЦ экстремистской организацией и на основании этого ликвидируют наш статус юридического лица. И мы будем поставлены вне закона». 12 сентября 2016 года первоиерарх РПАЦ издал послание, в котором дезавуировал заявления в поддержку РПАЦ, уверяя что «что Портал-Кредо.Ру является светским изданием и не является органом РПАЦ», а также критиковал его главного редактора Александра Солдатова, открестился от заявлений «Председателя Архиерейского совещания Российской Православной Автономной Церкви (АС РПАЦ), находящегося в Санкт Петербурге. Священноначалие и духовенство РПАЦ не признает АС РПАЦ, которое не является Совещанием ни нашей Церкви, ни её Синода, ни Суздальской епархии. Это отдельная группа, не входящая в нашу юрисдикцию». В послании митрополит Феодор указывал также на то, что архиепископ Андрей (Маклаков), управляющий приходами РПАЦ в США и Западной Европе, выступавший в защиту РПАЦ в международных организациях как официальный представитель Синода РПАЦ, в действительности выражал своё личное, «особое мнение», которое «не распространяется на Архиерейский Синод и Первоиерарха в России»
26 октября 2016 года в Ярославле начался судебный процесс об изъятии у общины РПАЦ храма Владимирской иконы Божией Матери на Божедомке, переданного в пользование РПАЦ в 1999 году. 21 ноября было вынесено решение об изъятии храма. В мае 2017 года судебные приставы-исполнители обязали настоятеля освободить помещение. 19 декабря 2018 года в Туле Апелляционная инстанция Арбитражного суда по иску Клинцовской епархии Русской Православной Церкви постановила изъять у общины РПАЦ храм Илии Пророка, расположенный в Трубчевске Брянской области. Современное здание храма было сооружено в 1845 году, а в 1890—1893 годах капитально перестроено. 15 мая 2019 года храм был возвращён Русской православной церкви. Это — последний из принадлежавших РПАЦ храмов, построенных до революции 1917 года.

### 2020-е
12 марта 2021 года скончался епископ Суходольский Иаков (Антонов). 8 июля 2021 года скончался архиепископ Смелянский Иларион (Гончаренко). В марте 2022 года прекратил свою работу сайт Credo.Press (до 2018 года — Портал-Credo.ru), оказывавший неизменную информационную поддержку РПАЦ. 6 мая 2022 года состоялась хиротония архимандрита Виссариона (Варюхина) во епископа Тюльганского. 8 мая 2022 года состоялась хиротония архимандрита Кассиана (Ангелова) во епископа Вельбуждского. В тот же день состоялся архиерейский собор РПАЦ. 4 октября 2022 года скончался архиепископ Сухумский и Абхазский Серафим (Зинченко). 24 июня 2024 года было сообщено о том, что в слободе Советка Неклиновского района (под Таганрогом) ФСБ ликвидировала приход РПАЦ.

## Идеология
Общая доктринальная вероучительная часть догматики совпадает с православным вероучением. РПАЦ провозгласила сохранение «традиционного богословия» православной Церкви и строгое соблюдение богослужебного устава. Возможность перевода богослужения с церковнославянского языка на русский отвергалась. Представители РПАЦ поставили в качестве одной из основных своих целей активную миссионерскую и социальную работу. Члены РПАЦ ратовали за то, чтобы Церковь была реально значимым институтом в обществе в соответствии со своими реальными, а не политическими или же историческими заслугами. Провозглашалась важность работы с молодёжью. Идеалом в РПАЦ была объявлена приход-семья, где все знакомы и помогают друг другу. Было провозглашено «демократическое устройство» церковной жизни в соответствии с решениями Поместного собора 1917—1918 годов.
Для РПАЦ характерен крайний антисоветизм. РПАЦ заявляет о том, что она продолжает традиции «тихоновской» церкви в России. Свою легитимность РПАЦ обосновывает ссылкой на Указ патриарха Тихона, Священного синода и Высшего церковного совета № 362 от 7/20 ноября 1920 года. При этом по мнению Александра Слесарева: «Заслуживает внимания то обстоятельство, что практически все расколы, возникавшие в Русской Православной Церкви на протяжении XX века, неизменно апеллировали к Указу святителя Тихона № 362. Практически в каждом случае возникновения церковного разделения ставилось под сомнение каноническое достоинство органов высшей церковной власти Русской Православной Церкви и на этом основании провозглашалась новая раскольническая структура, легитимность которой якобы имеет свои основания в Указе № 362». Хотя подавляющее большинство епископов и священников РПАЦ были выходцами из Московского Патриархата, они видят свои корни в катакомбной (истинно-православной) церкви. Опираясь на традиции «тихоновцев», не принявших советскую власть, РПАЦ подчёркивает свою связь с катакомбными общинами в России, которые пришли в РПСЦ с самого начала, вслед за епископом Лазарем (Журбенко) и остались в РПАЦ. По словам священнослужителей РПАЦ, она поставляет священников для катакомбных общин по всей России. Для РПАЦ, по словам епископа Феодора (Гинеевского), не существует понятий «прозелитизм» или «каноническая территория», так как православным никто не мешает вести евангельскую проповедь где угодно. Также РПАЦ позиционировала себя истинной хранительницей традиций РПЦЗ, в то время как сама РПЦЗ, смягчая свою позицию по отношению к Московскому Патриархату в 2000-е годы, по мнению идеологов РПАЦ отрекалась от своего духовного наследия. Канонизация митрополита Филарета (Вознесенского) в 2001 году была призвана ещё крепче связать идеологию РПАЦ с традициями непримиримых зарубежников.
Идеология РПАЦ в значительной степени строится на критике Московского патриархата, который представители РПАЦ обвиняют в «сергианстве», трактуя это понятие как преступную связь с властью, оформленную подписанием декларации митрополита Сергия в 1927 году, что повлекло за собой тоталитарные «советские» методы управления Церковью. Также Московский патриархат обвиняется в экуменизме, подразумевая под этим недопустимый компромисс с другими христианскими деноминациями, и в обновленчестве, подразумевая под этим сокращение богослужений и обмирщение. Евхаристическое общение с Московским Патриархатом с самого начала отвергалось. Тем не менее, руководство РПАЦ изначально фактически признавало благодатность таинств Московской патриархии и принимало к себе священников РПЦ в сущем сане через покаяние. РПАЦ в отличие от РПЦЗ не увидела положительных сторон в решениях Архиерейского собора Московского патриархата 2000 года: Основы социальной концепции по мнению иерархов РПАЦ, является декларацией и не снимает обвинения в «сергианстве». Возмущение в РПАЦ вызвала также циничность, по их мнению, канонизации противников митрополита Сергия (Страгородского), наряду с его сторонниками. РПЦ, согласно Ардову, не вернулась к принципам собора 1917—1918 годов, к выборности хотя бы патриарха и по-прежнему осталась советской организацией. Ардов многократно обвинял РПЦ в том, что она была «создана Сталиным». Вместе с тем, несмотря на враждебное отношение к РПЦ, «для человека неосведомлённого увидеть разницу [между РПЦ и РПАЦ] очень сложно, так как духовенство и прихожане исповедуют православную веру, внешне всё, как у православных, иконы, священнические одежды, обряды».
Собор РПАЦ 2008 года подтвердил «анафему патриарха Тихона и поместного собора 1917—1918 годов на советскую власть». Указывалось, что эта анафема имеет значение и для «правопреемников советской власти, духовно и юридически не разорвавших связей с нею». Была «подтверждена» анафема «на организаторов сергианского раскола — митрополита Сергия и его сообщников», которую по мнению РПАЦ ранее провозгласили в «катакомбной церкви»; осуждено использование нового (григорианского) календарного стиля в Церкви и «ересь новокалендаристов», а также учение греческого старостильного митрополита Киприана (Куцумбаса) о «больных» (экуменистах) и «здоровых» (истинно-православных) членах единой Церкви. Участники Собора постановили принимать приходящих в Церкви «из раскольных и еретических сообществ через миропомазание, а в случае неправильного образа крещения через крещение». Впрочем, соответствующее постановление допускает при чиноприёме разного рода икономию «по усмотрению правящего архиерея».

## Иерархи
- Феодор (Гинеевский), митрополит Суздальский и Владимирский
- Тимофей (Шаров), епископ Оренбургский и Курганский (с 18 ноября 2002)[140]
- Иринарх (Нончин), епископ Тульский и Брянский
- Андрей (Маклаков), архиепископ Павловский и Рокландский
- Трофим (Тарасов), епископ Симбирский
- Марк (Рассоха), епископ Армавирский и Черноморский (с 10 февраля 2011)[141]
- Виссарион (Варюхин) епископ Тюльганский
- Кассиан (Ангелов)[болг.], епископ Вельбуждский

бывшие иерархи
- Арсений (Киселёв), епископ Тульский и Брянский (16 апреля 1995 — лето 1996) ушёл
- Александр (Миронов), епископ Казанский и Марийский (апрель 1995 — ноябрь 1997) ушёл
- Григорий (Абу-Ассаль), епископ Денверский (2 декабря 2001 — 18 ноября 2002), архиепископ Денверский и Колорадский (18 ноября 2002 — 22 июля 2004) ушёл
- Антоний (Граббе), на покое (декабрь 2001 — 12 сентября 2005) умер
- Севастиан (Жатков), епископ Челябинский, викарий Суздальской епархии (17 июля 2003 — 17 февраля 2007) запрещён в 2007, анафематствован в 2008 году
- Геронтий (Рынденко), епископ Суходольский (6 февраля 2001 — 1 февраля 2008) умер
- Амвросий (Епифанов), епископ Хабаровский (26 ноября 2000—2004) заявил о своей административной независимости в 2008 году
- Антоний (Аристов), архиепископ Яранский и Вятский (24 мая 1999 — 2 марта 2009) умер
- Виктор (Контузоров), архиепископ Даугавпилсский и Латвийский (в 2011 году заявил о переходе в Константинопольский патриархат) (1 октября 1944 — 6 марта 2022)[142]
- Валентин (Русанцов), митрополит Суздальский и Владимирский, первоиерарх Российской православной автономной церкви (умер в 2012 году)
- Иаков (Антонов), епископ Суходольский (10 февраля 2008 — 12 марта 2021, умер)
- Иларион (Гончаренко)[вд], епископ Суходольский (1998 — февраль 2001), архиепископ Смелянский (февраль 2001 — 8 июля 2021, умер)
- Серафим (Зинченко)[вд], архиепископ Сухумский и Абхазский (20 марта 1994 — 4 октября 2022); умер[143]